# 웨스턴온타리오 대학교
웨스턴 온타리오 대학교 혹은 웨스턴 대학교 (University of Western Ontario 혹은 Western University, 줄여서 UWO 또는 Western)는 캐나다 온타리오주 런던에 위치한 연구중심 대학이다. 1878년에 창립된 캐나다에서 가장 오래된 대학 중 하나이다.

## 연혁
1878년 성공회 휴런 교구의 주교이던 아이작 헬머스(Isaac Hellmuth)와 휴런 교구에 의해 온타리오 런던 웨스턴대학(Western University of London Ontario)으로 설립되었다. 이 대학은 1864년 설립된 신학교 휴런 유니버시티칼리지(Huron University College)를 통합해 설립되었으며 당시 학예, 신학, 법학, 의학 분야의 학부가 개설되었다. 1881년 15명의 학생으로 수업을 시작했다. 1908년 특정 종교와 무관한 대학이 되었으며, 1923년 웨스턴온타리오 대학으로 교명을 변경했다. 제2차 세계대전이 끝난 이후 규모를 확대하기 시작했다. 간단히 ‘Western’이라고 하는 추세 때문에 2012년 학교명을 "Western University"로 변경했다.

## 캠퍼스
캠퍼스는 캐나다 온타리오 주 런던에 있고 캐나다 대학교중 최대 규모를 자랑한다. 런던은 토론토에서 남서쪽으로 약 200킬로미터 떨어진 곳에 위치한 소규모 도시이다. 캠퍼스 면적은 4.55km2이다. 캠퍼스 동쪽을 가로질러 템스 강이 흐르고 있으며, 캠퍼스에는 전통적인 양식의 건물과 현대식 건물이 조화를 이루고 있다. 부속기관 및 시설로 도서관, 방송국, 미술관, 병원, 천문대, 체육관, 강당 등이 있다.

## 학부
현재 12개 학부 및 전문대학과 대학원으로 구성되어 있으며, 3개 부속대학이 이 대학에 연계되어 있다. 200여 개의 교과과정을 운영한다. 교육학, 경영학, 경제학, 법학, 의학, 공학, 음악 등 다양한 분야에서 학사, 석사 및 박사학위를 수여한다.

### 퍼스트-엔트리 프로그램[3]
- 인문학부
- 공과학부
- 보건과학부
  - 운동학부
  - 건강연구학부
  - 간호학부
- 정보/매체연구 학부
- 과학부
  - 의과학부(Medical Sciences)
- 음악학부 (Don Wright Faculty of Music)
- 사회과학부
  - 경영/조직연구 학부(Management and Organizational Studies)
  - 경제학부

### 세컨드-엔트리 프로그램[4]
1. 아이비(Ivey)경영대학
2. 슐릭(Schulich)의과/치과 대학
3. 교육대학
4. 법대학
5. 사회사업학

### 부속대학교[5]
- 브레시아 부속대학교
- 휴론 부속대학교
- 킹스 부속대학교

## 교육과 연구

### 위상
웨스턴온타리오 대학은 연구 중심의 종합 대학교이며, 캐나다에서 전통적으로 재학생들에게서 내려오는 학교에 대한 강한 자부심 때문에 가장 선호도가 높은 대학 중 한곳이고 입학 평균점수가 높은 대학중 하나이기도 하다. 특히, 웨스턴온타리오 대학교의 경영학교인 Ivey Business School은 북미에서 손꼽히는 경영대학으로 세계적인 수준의 HBA와 MBA 프로그램을 운영하고 있다. 1명의 노벨상 수상자와 22명의 로즈 장학생을 배출했으며 세계적인 연구자들과 CEO를 배출했다.
세계 최초로 에이즈 바이러스 예방백신을 개발한 강칠용 교수가 웨스턴온타리오 대학교에서 활동중이다. 웨스턴 대학교가 강칠용 박사의 업적을 높이 평가해 대학내에 면역학 연구소를 새로 세웠다고 한다.
의학, 경영학, 경제학, 철학, 언론학, 법학등이 유명하며 훌륭한 연구실적을 내고 있다. 매년 로바츠 암연구센터, 경제 행정 연구센터 (EPRI), WindEEE 연구센터등에서 내고 있는 연구성과는 세계가 주목하고 있다.

## 이름/리브랜딩
2012년, 웨스턴온타리오 대학교는 학교이름을 "Western University"로 리브랜딩을 했다. 학교 공식이름은 그대로 "University of Western Ontario"이지만, 학교 홈페이지, 로고, 등 에서는 이제 공식이름을 거의 사용하지 않는다. 리브랜딩을한 이유는 크게 2가지로 나뉘어 진다. 먼저, 웨스턴오타리오 대학교를 번역하면 서온타리오 대학교이다, 하지만 이 학교는 온타리오 서쪽에 위치하지 않고 온타리오 동남쪽에 위치하고 있다. 다른 이유는 리브랜딩 하기전부터 많은사람들이 이미 "University of Western Ontario" 대신 "Western University"라는 이름을 더 많이 사용했기 때문이다.